# Franquia
Franquia és un centre poblat de l'Uruguai, ubicat al nord-oest del departament d'Artigas. Limita a l'oest amb l'Argentina i a l'est amb el Brasil.
Es troba a 29 metres sobre el nivell del mar. Té una població aproximada de 396 habitants.
| 1963 | 1975 | 1985 | 1996 | 2004    |
| ---- | ---- | ---- | ---- | ------- |
| 363  | 376  | 299  | 396  | {{{5}}} |